# Jean-Pierre Jean
Jean-Pierre Jean (né le 10 mai 1872 à Metz et mort le 16 février 1942 à Pantin) est un député français de la IIIe République. Il est député de la Moselle de 1919 à 1924.

## Biographie
Jean-Pierre Jean naît à Vallières-lès-Metz le 10 mai 1872, après l'annexion de la Moselle à l'Empire allemand, d'un ancien militaire ayant participé à la guerre de Crimée puis contremaitre et d'une couturière. Jean-Pierre Jean est élevé dans le souvenir des provinces perdues d'Alsace-Lorraine. Tandis que Jean-Pierre reste en Lorraine annexée, son grand frère François part pour la France.
Ouvrier lithographe de profession, Jean-Pierre Jean se consacre avant la Première Guerre mondiale au « Souvenir français », une association patriotique française, créée en 1887 en mémoire des combattants tombés pour la France. Il est l'instigateur de la construction d'un monument à Noisseville dédié aux soldats français morts pendant le siège de Metz. Pour cette action, Jean-Pierre est fait Chevalier de la Légion d'honneur. Il devient alors le président d'Alsace-Lorraine du Souvenir français. Les autorités allemandes dissolvent l'association en janvier 1913 avec celle du Souvenir Alsacien-Lorrain. Le 30 juillet 1914, il quitte l'Alsace-Lorraine pour la France. Pendant la Grande guerre, il s'engage dans l'armée française aux côtés d'Albert Carré. Durant le conflit, il reçoit la Croix de guerre. Il est promu lieutenant et Officier de la Légion d'Honneur.
En 1918, lorsque la France réinvestit les territoires annexés d'Alsace-Lorraine, Jean-Pierre Jean se présente naturellement en Moselle sur la liste de l’Union républicaine lorraine sur la ligne minoritaire du parti : il soutient par exemple l'introduction progressive des lois laïques. En réalité, il remplace un autre candidat ouvrier décédé quelque temps plus tôt. Il est élu à la majorité absolue le 16 novembre 1919 et siège dans le groupe de l'Entente républicaine démocratique.
Membre de la commission des colonies et des protectorats, du travail, de la commission d'assurance et de prévoyance sociale et de celles des comptes définitifs, Jean-Pierre Jean s'oppose fermement, en 1921, au maintien en Moselle de la législation allemande et des règles d'administration édictées par l’Allemagne. Il s'oppose également au maintien des Allemands de souche dans les emplois publics et les emplois « sensibles ». Dès 1920, il est éloigné du parti par les autres députés pour sa ligne. En mai 1920, il est nommé membre du comité directeur de la Ligue des patriotes présidée par Maurice Barrès. En février 1922, il crée le Parti Républicain Lorrain Indépendant. 
Exclu de l'URL, il perd les élections de 1924, face à Robert Schuman, dont la liste remporte, à la majorité absolue, les 8 sièges du département de la Moselle. Il se représente en 1928 sous l'étiquette de républicain démocrate sans être plus chanceux. Il reste cependant président du Souvenir français. Jean-Pierre Jean meurt à Pantin, le 16 février 1942, alors que la France est occupée, et la Moselle, de nouveau annexée à l'Allemagne. 
Une stèle, sculptée par Eugène Gatelet et inaugurée le 7 septembre 1952 par Robert Schuman, lui rend hommage rue Clovis, à Metz.

## Mandats
- 16/11/1919 - 31/05/1924 : représentant de la Moselle, pour l'« Entente républicaine démocratique ».

## Décoration
- Officier de la Légion d'honneur
- Chevalier de la Légion d'honneur (16 décembre 1908)
- Croix de guerre 1914–1918